# Morceau caractéristique
Morceau caractéristique is een compositie van Frank Bridge. Hij componeerde het in 1908 en op 6 april 1908 werd het voor het eerste gespeeld, met als uitvoerenden May Harrison (viool) en Hamilton Harty (piano). Het stuk werd gespeeld als onderdeel van een serie van drie avonden gewijd aan vioolmuziek in de Bechstein Hall. Daarna verdween het werk voor bijna 100 jaar volledig uit beeld. Het bleek zich te bevinden in het privéarchief van de violiste, opgeslagen in het Royal College of Music. Het tempo van het werk is Allegro con brio piu tranquillo.

## Discografie
- Uitgave Divine Art :Madeleine Mitchell (viool), Andrew Ball (piano) ; opname 2006 of 2007